# Аборты в Словакии
Аборты в Словакии разрешены по запросу до 12 недель беременности и по медицинским показаниям на более поздних сроках. Аборты были полностью легализованы 23 октября 1986 года. Аборты были введены с ограничениями в Словакии и на территории нынешней Чешской Республики ещё 19 декабря 1957 года, но именно закон 1986 года отменил требование медицинского одобрения для абортов до двенадцатой недели беременности. Девочкам до 16 лет требуется согласие родителей на аборт, в то время как девочкам в возрасте 16 и 17 лет процедура может быть выполнена без родительского согласия, но родители всё равно должны быть уведомлены.
Чтобы сделать аборт по требованию, срок беременности женщины не должен превышать двенадцатой недели, и она должна сообщить о своей просьбе об аборте своему гинекологу в письменной форме, и женщине будет предоставлена консультация и информация о контрацепции, и она будет направлена в больницу для прерывания беременности. При сроке более двенадцати недель группа врачей должна одобрить аборт, что на практике происходит только в том случае, если есть вероятность причинения непоправимого вреда плоду или матери.
В октябре 2020 года законопроект, ужесточающий закон об абортах, был отклонен парламентом Словакии 59 голосами против при 58 голосах за.
Уровень абортов достиг пика в конце 1980-х годов после либерализации старого закона об абортах, когда на 100 рождений приходилось почти 40 абортов. В 2004 году этот показатель упал ниже 15 абортов на 100 рождений, что является самым низким показателем с тех пор, как правительство начало отслеживать показатели абортов в 1958 году.
По состоянию на 2010 год показатель абортов составил 13,9 абортов на 1000 женщин в возрасте 15-44 лет.